# Alchemilla plicatissima
Alchemilla plicatissima é uma espécie de rosácea do gênero Alchemilla, pertencente à família Rosaceae.